# کروموزوم ۱۰ (انسان)

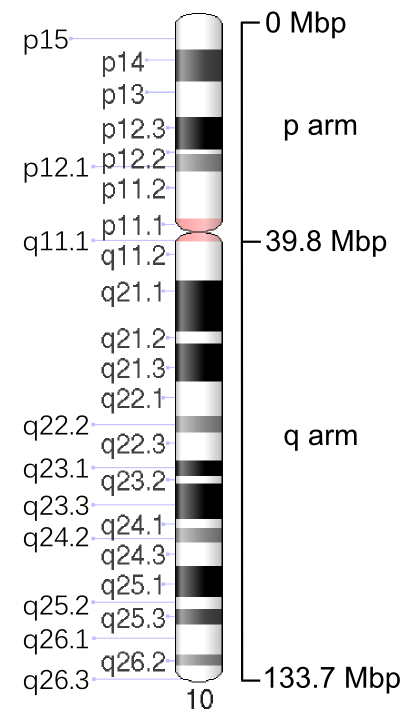
ایدئو گرام کروموزوم ۱۰ (انسان). MBP به معنی مگا جفت باز است. برای مشاهدهٔ دیگر منابع جایگاه کروموزومی را ببینید.

کروموزوم ۱۰ (انسان)، یکی از ۲۳ جفت کروموزوم در انسان است. انسان‌ها به طور معمول دو نسخه از این کروموزوم را در سلولهای خود دارند. کروموزوم ۱۰ انسان در حدود ۱۳۳ میلیون جفت باز (اجزای تشکیل‌دهندهٔ دی‌ان‌ای) را پوشش می‌دهد و دربرگیرندهٔ بین ۴ تا ۴٫۵ درصد از کل دی‌ان‌ای در سلول‌های انسان است.
شناسایی هویت ژن‌ها در هر کروموزوم یکی از زمینه‌های فعال در پژوهش‌های ژنتیکی است. پژوهش‌گران از روش‌های مختلفی برای پیش‌بینی تعداد ژن در هر کروموزوم استفاده می‌کنند، از این رو، شمار تخمینی ژن‌ها در هر کروموزوم همیشه یک‌سان نیست. دانشمندان بر این باورند که کروموزوم ۱۰ به احتمال زیاد در بر گیرندهٔ بین ۸۰۰ تا ۱۲۰۰ ژن است.